# Illiat
Illiat és un municipi francès situat al departament de l'Ain i a la regió d'Alvèrnia-Roine-Alps. L'any 2007 tenia 533 habitants.

## Demografia

### Població
El 2007 la població de fet d'Illiat era de 533 persones. Hi havia 184 famílies de les quals 25 eren unipersonals (8 homes vivint sols i 17 dones vivint soles), 63 parelles sense fills, 79 parelles amb fills i 17 famílies monoparentals amb fills.
La població ha evolucionat segons el següent gràfic:
Habitants censats

### Habitatges
El 2007 hi havia 206 habitatges, 187 eren l'habitatge principal de la família, 13 eren segones residències i 6 estaven desocupats. 201 eren cases i 4 eren apartaments. Dels 187 habitatges principals, 156 estaven ocupats pels seus propietaris, 20 estaven llogats i ocupats pels llogaters i 12 estaven cedits a títol gratuït; 3 tenien dues cambres, 20 en tenien tres, 46 en tenien quatre i 118 en tenien cinc o més. 142 habitatges disposaven pel capbaix d'una plaça de pàrquing. A 76 habitatges hi havia un automòbil i a 104 n'hi havia dos o més.

### Piràmide de població
La piràmide de població per edats i sexe el 2009 era:
| Homes | Edats   | Dones |
| ----- | ------- | ----- |
| 0     | 95 o +  | 0     |
| 0     | 90 a 94 | 0     |
| 0     | 85 a 89 | 4     |
| 0     | 80 a 84 | 4     |
| 4     | 75 a 79 | 16    |
| 8     | 70 a 74 | 4     |
| 12    | 65 a 69 | 8     |
| 12    | 60 a 64 | 16    |
| 8     | 55 a 59 | 20    |
| 8     | 50 a 54 | 4     |
| 24    | 45 a 49 | 12    |
| 12    | 40 a 44 | 20    |
| 12    | 35 a 39 | 16    |
| 28    | 30 a 34 | 20    |
| 8     | 25 a 29 | 16    |
| 12    | 20 a 24 | 8     |
| 12    | 15 a 19 | 24    |
| 16    | 10 a 14 | 4     |
| 32    | 5 a 9   | 12    |
| 8     | 0 a 4   | 20    |

## Economia
El 2007 la població en edat de treballar era de 322 persones, 235 eren actives i 87 eren inactives. De les 235 persones actives 222 estaven ocupades (118 homes i 104 dones) i 13 estaven aturades (7 homes i 6 dones). De les 87 persones inactives 23 estaven jubilades, 38 estaven estudiant i 26 estaven classificades com a «altres inactius».

### Ingressos
El 2009 a Illiat hi havia 203 unitats fiscals que integraven 585,5 persones, la mediana anual d'ingressos fiscals per persona era de 18.101 €.

### Activitats econòmiques
Dels 29 establiments que hi havia el 2007, 9 eren d'empreses de construcció, 7 d'empreses de comerç i reparació d'automòbils, 1 d'una empresa de transport, 2 d'empreses d'hostatgeria i restauració, 2 d'empreses d'informació i comunicació, 2 d'empreses immobiliàries, 5 d'empreses de serveis i 1 d'una entitat de l'administració pública.
Dels 7 establiments de servei als particulars que hi havia el 2009, 1 era un paleta, 3 guixaires pintors, 1 fusteria, 1 empresa de construcció i 1 restaurant.
L'any 2000 a Illiat hi havia 33 explotacions agrícoles que ocupaven un total de 1.376 hectàrees.

## Equipaments sanitaris i escolars
El 2009 hi havia una escola elemental.

## Poblacions més properes
El següent diagrama mostra les poblacions més properes.